# پونکاهارجو ۱۶۵۹
سیارک ۱۶۵۹ (به انگلیسی: 1659 Punkaharju، نامگذاری:1940YL) هزار و ششصد و پنجاه و نهمین سیارک کشف شده‌است که در ۲۸ دسامبر ۱۹۴۰ کشف شد.
قدر مطلق سیارک برابر ۱۰٫۱۰ است.